# Carl-Laemmle-Gymnasium Laupheim

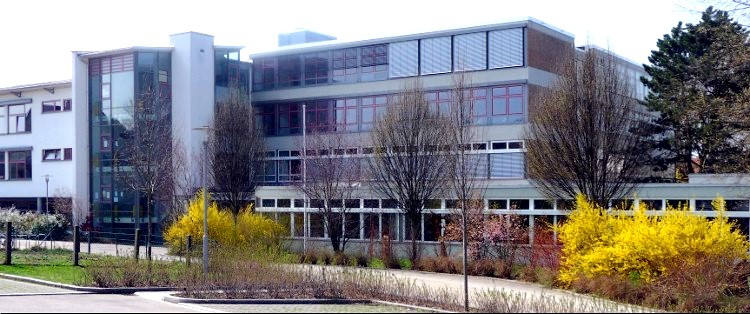
Nordansicht Carl-Laemmle-Gymnasium 2009

Das Carl-Laemmle-Gymnasium (CLG) ist das staatliche Gymnasium unter der Trägerschaft der Stadt Laupheim im Landkreis Biberach in Oberschwaben. Die Schule ist nach Carl Laemmle, dem berühmtesten Bürger Laupheims und Begründer der Universal Studios  von Hollywood, benannt.

## Geschichte
Am 15. November 1869 nahm die Lateinschule in Laupheim den Unterricht auf. Das Aufnahmealter für die Schüler, die beabsichtigten eine wissenschaftliche Laufbahn zu ergreifen, lag bei neun Jahren. Der Wochenstundenplan bestand damals, wie der Name schon besagt, aus einem vierzehnstündigen Lateinunterricht. Deutsch und Rechnen wurden jeweils vierstündig pro Woche angeboten. Die anderen Fächer wie Religion, Heimatkunde, Musik und Sport wurden fakultativ unterrichtet. 1896 wurde eine Realschulklasse eingerichtet, an der statt Latein die Fremdsprache Französisch gelehrt wurde. 1910 zog die Laupheimer Latein- und Realschule in das Gebäude der heutigen Wielandschule.

### Zeit des Nationalsozialismus
Ab 1937 hielt auch die NS-Zeit Einzug in Laupheimer Schulen. Die Lehrpläne wurden umgestellt. Statt des Fachs Religionslehre gab es das Fach Weltanschauungsunterricht. Alle nichtarischen Schüler wurden aus dem Unterricht ausgeschlossen. Aus der ehemaligen Realschule mit Lateinabteilung wurde eine Oberschule für Jungen. In Laupheim war noch zur Zeit des Königreiches Württemberg die größte jüdische Gemeinde Württembergs.

### Nach dem Krieg
Zwischen 1945 und 1947 fand der Schulunterricht in Schloss Kleinlaupheim statt. 1954 wurde die Bezeichnung Gymnasium als Progymnasium wieder eingeführt. 1957 wurde der Schultyp als mathematisch-naturwissenschaftlich mit Französisch als erste Fremdsprache, festgelegt.
1965 fiel auf Grund des Bevölkerungswachstums die Entscheidung, das Progymnasium zur Vollanstalt auszubauen. Von 1964 bis 1973 verdoppelte sich die Schülerzahl. Am 13. Oktober 1968 wurde das neue Schulgebäude, das heutige Gymnasium am Herrenmahd, eröffnet. Am 23. Juli 1999 wurde ein weiterer Anbau an die bestehenden Gebäude des Gymnasiums eingeweiht. Zum Schuljahr 2012/13 wurde das Gymnasium um weitere Räume in einem eigenständigen Gebäude erweitert. Diese Gebäude dient gleichzeitig dem Carl-Laemmle-Gymnasium und der Friedrich-Adler-Realschule.

## Bildungsangebot

### Sprachenfolge und Profile
In der 5. Klasse wird der Englischunterricht der Grundschule fortgesetzt. In der 6. Klasse besteht die Wahlmöglichkeit zwischen Französisch und Latein als zweite Fremdsprache. Die Achtklässler wählen dann zwischen einem  naturwissenschaftlichen Profil mit dem Fach Naturwissenschaft und Technik oder dem Fach IMP (Informatik-Mathematik-Physik), dem sprachlichen Profil mit Spanisch als dritter Fremdsprache oder dem Sportprofil.

### Arbeitskreise
- Mittel- und Oberstufenchor
- Unterstufenchor
- Unterstufenensemble (MUSIKAOS)
- BigBand (Squib Cakes)
- Bläserklassen (Schüler in Kl. 5 und 6 lernen ein Blasinstrument spielen)
- Technik-AG (Licht- und Tontechnik bei schulischen Veranstaltungen)
- Schulradio (DiLämma)
- Theater-AG (TAG-Traum)
- English Drama Group
- Nachhaltigkeits-AG
- Jugend forscht
- Robotik-AG
- Schulgarten-AG
- DELF- sowie FCE-AG

## Ehemalige Schüler
- Siegfried Einstein
- Wilfried Kühner
- Carl Laemmle
- Lukas Mohl
- Hertha Nathorff
- Niclas Oettermann
- Anja Reinalter
- Wolf-Dietmar Unterweger